# ناحیه ون متر، شهرستان دالاس، آیووا
ناحیه ون متر، شهرستان دالاس، آیووا (به انگلیسی: Van Meter Township, Dallas County, Iowa) یک سکونتگاه مسکونی در ایالات متحده آمریکا است که در شهرستان دالاس، آیووا واقع شده‌است.

## خصوصیات
ناحیه ون متر ۱۰۳٫۹ کیلومترمربع مساحت و ۳٬۰۶۱ نفر جمعیت دارد و ۲۸۰ متر بالاتر از سطح دریا واقع شده‌است.